# Сирго, Отто
Отто Сирго Альер (исп. Otto Sirgo Haller; 19 декабря 1946, Гавана, Куба) — известный мексикано-кубинский актёр театра, кино и телесериалов, а также режиссёр.

## Биография
Родился 19 декабря 1946 года в Гаване актёрской семье. Его родителями были величайшие мексиканские актёры Отто Сирго (1918-66) и Магда Альер (1915-81). С первых лет жизни родители привили навыки к киноискусству и маленький сын заявил родителям, что продолжит актёрскую династию. Сами же родители спустя несколько лет после рождения сына развелись. Он начал сниматься в кино в 9-летнем возрасте в 1954 году, когда вместе с мамой Магдой Альер приехал отдыхать в Испанию. Мать Магда Альер очень хотела, чтобы сын снимался с самого раннего детства и завоевал такую же популярность, как и его отец Отто-старший. И Магда Альер этого добилась — ее сын получил всенародную славу, даже обогнал по популярности своего отца и вдобавок много раз становился лауреатом наград и премий по киноискусству. Всего он принял участие в 64 мексиканских и кубинских фильмах и сериалах и продолжает сниматься и поныне. В России актёр знаменит благодаря роли Анхеля де ла Уэрта в культовой теленовелле Дикая Роза и Эдуардо Риваса в теленовелле Узы любви. В качестве режиссёра он поставил 3 телесериала

## Фильмография

### Теленовеллы телекомпанииTelevisa

#### В качестве актёра
- 1971 — У любви - женское лицо — Кристиан
- 1972 — Меня зовут Мартина Сола
- 1973 — В тумане — Энрико
- 1973 — Уважаемый сеньор Вальдес
- 1974 — Отверженные
- 1974 — Марина (телесериал)
- 1974 — Мир игрушки
- 1975 — Нарасхват — Антонио
- 1977-78 — Рина (телесериал) — Омар
- 1977 — Месть — Альфонсо
- 1978 — Сумасшедшая суббота
- 1978 — Мама-компаньонка
- 1982 — Жить влюблённой — Андрес
- 1986 — Пленница — Даниэль
- 1987-88 — Дикая Роза — Анхель де ла Уэрта (дубл. Алексей Инжеватов)
- 1989 — Умираю, чтобы жить — Себастьян Кихано
- 1991 — Дотянутся до звезды 2 — Алехандро Лоредо
- 1992 — Должен был быть ты — Тасио Чарачага
- 1993 — В поисках рая — Дон Анхель
- 1995 — Узы любви — Эдуардо Ривас
- 1997 — Секрет Алехандры — Карлос
- 1998 — Свет на пути — Падре Федерико
- 1999 — Мятежная душа — Дон Марсело Ривера Хилл
- 1999—2000 — Мечты юности — Эдуардо Ариас
- 2000-01 — За один поцелуй — Хулио Отеро Роблес
- 2001-02 — Игра жизни — Хавьер Альварес
- 2003 — Моя любимая девочка — Октавио Уриарте
- 2004-05 — Бесчувственная — Леопольдо Ребольяр
- 2005 — Супруга-девственница — Мишаэль Мендоза
- 2006-07 — Любовь без границы — Альфредо Тоскано
- 2007-08 — Секс и другие секреты — Эдуардо
- 2007 — Любовь без грима
- 2007-08 — Слово женщины — Мариано Альварес Хунко
- 2008-10 — Женщины-убийцы — Доктор Мансанос
- 2008-09 — Удар в сердце — Сальвадор Уллоа
- 2009-10 — Очарование — Хорхе Кругуер
- 2011 — Не с тобой, не без тебя — Октавио Торрес Ланда
- 2012 — Для неё я Ева — Хесус Легаррета
- 2012 — Кусочек неба — Мендиола

#### В качестве режиссёра
- 1984 — Две женщины из моего дома
- 1994-96 — Розовые шнурки
- 1997 — У души нет цвета

### Мексиканские теленовеллы свыше 2-х сезонов
- 1985—2007 — Женщина. Случаи из реальной жизни (22 сезона; принимал участие в 3 сезонах, 2000-01 гг.)
- 1995—2007 — Другая роль (12 сезонов)
- 1998—2011 — Толстяк и тощая (13 сезонов)

### Фильмы с участием Отто Сирго
- 1954 — Паспорт для ангелов (Испания)
- 1969 — Учительница незабываема
- 1970 — Кто-то хочет убить нас
- 1973 — Убежище стервятника
- 1974 — Милые маленькие женщины
- 1983 — С телом, оказывается
- 1984 — Мы perados
- 1985 — Все, все
- 1985 — Лучше птицу в руки
- 1987 — Приводят мёртвых
- 1990 — Бочка мёда в комнату (короткометражный фильм)
- 1990 — Волосы петуха
- 2000 — По свободной полосе — Родриго
- 2004 — Кривые забвения
- 2009 — Свежепойманная — Шеф/отец (2 роли)
- 2013-14 — Cantinflas — Андрес Солер

## Награды и премии

### TVyNovelas
- 1992 — Лучший актёр второго плана — т/с Дотянутся до звезды-2 (Победитель)
- 1996 — Та же — т/с Узы любви (Победитель)
- 2003 — Та же — т/с Моя любимая девочка (Номинирован)

## Личная жизнь
Актёр Отто Сирго пошел по стопам своих родителей не только в кинематографе, но а также в личной жизни — супругой актёра Отто Сирго была актриса Малени Моралес (1952-2020). У супружеской пары двое детей.